# Chiesa greco-cattolica macedone
La Chiesa greco-cattolica macedone è una Chiesa sui iuris di rito bizantino in comunione con Roma che usa la lingua macedone nella liturgia.

## Storia
La Chiesa fu fondata nel 1860. Creato nel 1918 il regno dei Serbi, Croati e Sloveni, l'esarcato fu sospeso nel 1924 e il suo territorio unito all'eparchia di Križevci della Croazia.
Soltanto in seguito alla dissoluzione della Jugoslavia, la Santa Sede in data 11 gennaio 2001 ristabilì un esarcato apostolico di Macedonia, affidando l'incarico di esarca al vescovo latino di Skopje, Joakim Herbut, che originariamente era dello stesso rito bizantino. Dopo la sua morte avvenuta il 15 aprile 2005, gli succedete il 20 luglio di quello stesso anno il vescovo Kiro Stojanov, che come il suo predecessore è pure vescovo latino di Skopje, anch'egli però originariamente dello stesso rito bizantino.
Il 31 maggio 2018 papa Francesco ha elevato l'esarcato apostolico ad eparchia, con il nome di Beata Maria Vergine Assunta in Strumica-Skopje.
Attualmente i membri della Chiesa greco-cattolica macedone ammontano a circa 11.400.

## Vescovi
- Josif Sokolovski, metropolita, deportato coattamente in Russia[2]
- Lazzaro Mladenoff, C.M. (1883 - 1895)
- Epifanio Scianow (1895-1924)
  - Sede soppressa (1924-2001)
- Joakim Herbut (2001-2005)
- Kiro Stojanov (2005-oggi)